# 辰斎年秀
辰斎年秀（しんさい としひで、安政6年〈1859年〉 – 没年不明）とは、明治時代の浮世絵師。

## 来歴
月岡芳年または中山年次の門人。『東洋絵画共進会出品目録』によれば第六区出品作「淡彩農業」と「淡彩虎」の作者として「雑派　号年秀」とあり、この年秀は本名平岡光太郎、横浜翁町に住み、同展開催の明治19年（1888年）には27歳だったという。これが辰斎年秀と同一人とされている。作は明治27年（1894年）とその翌年に版行された日清戦争の錦絵が残る。

## 作品
- 「日軍鳳凰城ヲ乗取図」　錦絵　※明治27年[3]
- 「牛荘附近激戦之図」　大判錦絵3枚続　函館市中央図書館所蔵　※明治28年、伊藤伊三郎版[4]